# Willeke van Ammelrooy
Willy Geertje (Willeke) van Ammelrooy (Amsterdam, 5 april 1944) is een Nederlands actrice. Zij speelde in talloze films en toneelstukken en regisseerde enkele films.

## Jeugdjaren en carrière
Van Ammelrooy werd geboren in een arbeidersmilieu en had naar eigen zeggen een goede jeugd. In een interview uit 2009 vertelde ze dat ze opgroeide in een eerlijk, integer en open milieu. Ze meldde zich op 17-jarige leeftijd aan voor de Toneelschool in Amsterdam. Ze had in haar vroegere leven moeite om zich te uiten en was zeer verlegen. Door op het toneel en in de film te spelen kwam ze over haar onzekerheid heen. Haar eerste filmrol was in Rotterdam-Europoort van Joris Ivens in 1966. Haar mooiste theaterrol speelde ze naar eigen zeggen in De tuin der lusten, onder regie van Lodewijk de Boer. Na haar overstap naar de film keerde ze niet meer terug naar het toneel, uit angst om teksten te vergeten voor een volle zaal.
Daarna volgde Mira (1971) onder regie van Fons Rademakers. In Mira speelde zij de eerste full frontal nude scene ooit in een mainstream Belgische film. Van Ammelrooy vertelde in 2008 dat ze meer van zichzelf in die rol stopte dan in latere personages, omdat zij net zoals Mira op zoek was naar vrijheid. In 1972 was Van Ammelrooy naakt in een aflevering van De Fred Haché Show te zien. In een later interview vertelde ze: "Ik voelde me al ongemakkelijk tijdens de opname zelf en tijdens het werken." In haar latere leven heeft Van Ammelrooy, zonder succes, geprobeerd te voorkomen dat de scène beschikbaar zou zijn voor het publiek. Achtereenvolgens verscheen ze in meerdere erotische films van Pim de la Parra en Wim Verstappen, wat haar het imago 'sekspoes' opleverde. De actrice was daar zelf niet tevreden mee en in een interview uit mei 1972 zei ze: "Ze hebben me de sex-hoek ingeschoven, ik wil nu bewijzen hoe fout dat is." Ze liet zich uit over de Nederlandse filmwereld in de jaren 70, die naar haar mening een 'enorm seksistisch bedrijf' was: "Een actrice moest al snel haar bloesje uitdoen en haar tieten laten zien aan de regisseur. Als vrouw ben je in de filmwereld een gebruiksvoorwerp." Van Ammelrooy heeft in de vroege jaren 70 ook in een aantal soft-pornografische Franse films gespeeld, maar schaamde zich daar zo voor, dat ze haar naam van de affiches heeft laten verwijderen.
In 1972 werd Van Ammelrooy zowel de rol van Olga in Turks fruit (1973) als de vrouwelijke hoofdrol in de televisieserie Tita Tovenaar aangeboden. Omdat zij meer affiniteit voor de filmindustrie had, koos ze voor Turks fruit. Ze eiste een bedrag van 50.000 gulden, omdat ze voor de rol "kaal" en "dik" moest worden. De regisseur van de film, Paul Verhoeven, en producent Rob Houwer gaven echter de voorkeur aan de toen nog onbekende Monique van de Ven. Na tijdenlang niets gehoord te hebben, werd haar verteld dat ze te veel geld eiste en daarom afgezegd was. Verhoeven bood jaren later excuses aan voor deze manier van handelen en gaf hij gevolg aan Van Ammelrooys verzoek om de première van de door haar geregisseerde De vlinder tilt de kat op bij te wonen.
Ondanks de negatieve uitlatingen over de filmwereld en het karakter van de films, groeide ze uit tot een van de meestgevraagde actrices van Nederland. In het midden van de jaren 70 begon ze met het schrijven, produceren en regisseren van in totaal elf korte films en documentaires over bijvoorbeeld borstamputatie, menstruatie, thuiszorg voor chronisch zieken, de rolverdeling tussen man en vrouw in het gezin en erfelijkheid.
Ook speelde zij in De lift (1983) en Ciske de Rat (1984). Van Ammelrooy gaf toe dat ze zich aanvankelijk beledigd voelde toen ze te horen kreeg dat ze de kwaadaardige moeder Marie moest vertolken in de laatstgenoemde film en liever een goedaardig personage speelde. Zij vertelde later te begrijpen dat Guido Pieters haar die rol had gegeven, omdat ze meerdere kanten van het personage kon belichten. In 1994 regisseerde Van Ammelrooy haar eerste speelfilm: De vlinder tilt de kat op, naar een script dat ze zelf had geschreven. Het idee van de film werd aanvankelijk afgewezen door geldschieters, naar eigen verklaring door de sociale thema's die in de film spelen. Na een cursus scenarioschrijven en aanpassingen aan het script diende ze opnieuw een synopsis in en opnieuw werd ze afgewezen. Na een moeizame preproductie kwam de film tot stand en naar eigen zeggen kon ze het - ondanks problemen met de producent - goed vinden met de cast en crew. Van Ammelrooy kon goed overweg met de slechte kritieken die de film te verduren kreeg en bereidde zich voor op een tweede film om te regisseren, maar die kwam nooit tot stand.
Zij kreeg tweemaal een Gouden Kalf voor Beste Actrice: voor haar rol als Antonia in de gelijknamige film Antonia (1995) en als Mevrouw Lauwereyssen in Lijmen/Het Been (2000) naar de roman van Willem Elsschot. Antonia won in 1996 bovendien de Oscar voor beste niet-Engelstalige film. Ze gaf toe dat, hoewel ze veel van zichzelf herkende in Antonia, de opnamen moeizaam en humorloos verliepen. In 2004 speelde zij in Het Glazen Huis als Patricia Westhof. In 2006 debuteerde ze in een Amerikaanse film, The Lake House (2006), waarin ze de moeder van Sandra Bullock speelde. Naderhand noemde ze het haar mooiste filmervaring:

Het was geweldig om zoiets één keer in mijn leven meegemaakt te hebben - want ik heb niet de illusie dat ik óóit nóg een keer zoiets mee ga maken. Dat was echt zo'n 'once in your lifetime experience'. Het was een soort roes waarin ik die weken verkeerde. Zoiets móet je misschien ook maar één keer mee maken, dan weet je het tenminste op waarde in te schatten. Deze rol kreeg ik op een presenteerblaadje, maar ik heb geen zin om nu nog zo'n heel traject in te gaan dat je moet doorlopen als je in Hollywood zo'n rol wilt bemachtigen. De eerste castings, met een beetje geluk zit je dan bij de laatste vijftig. Dan moet je wéér casten, wéér die spanning. Daar geloof ik niet meer in. Dit was uniek, en het was geweldig. Maar de kans dat ik zoiets nog een keer mee mag maken, is nihil. Daar ben ik heel reëel in.

## Privéleven

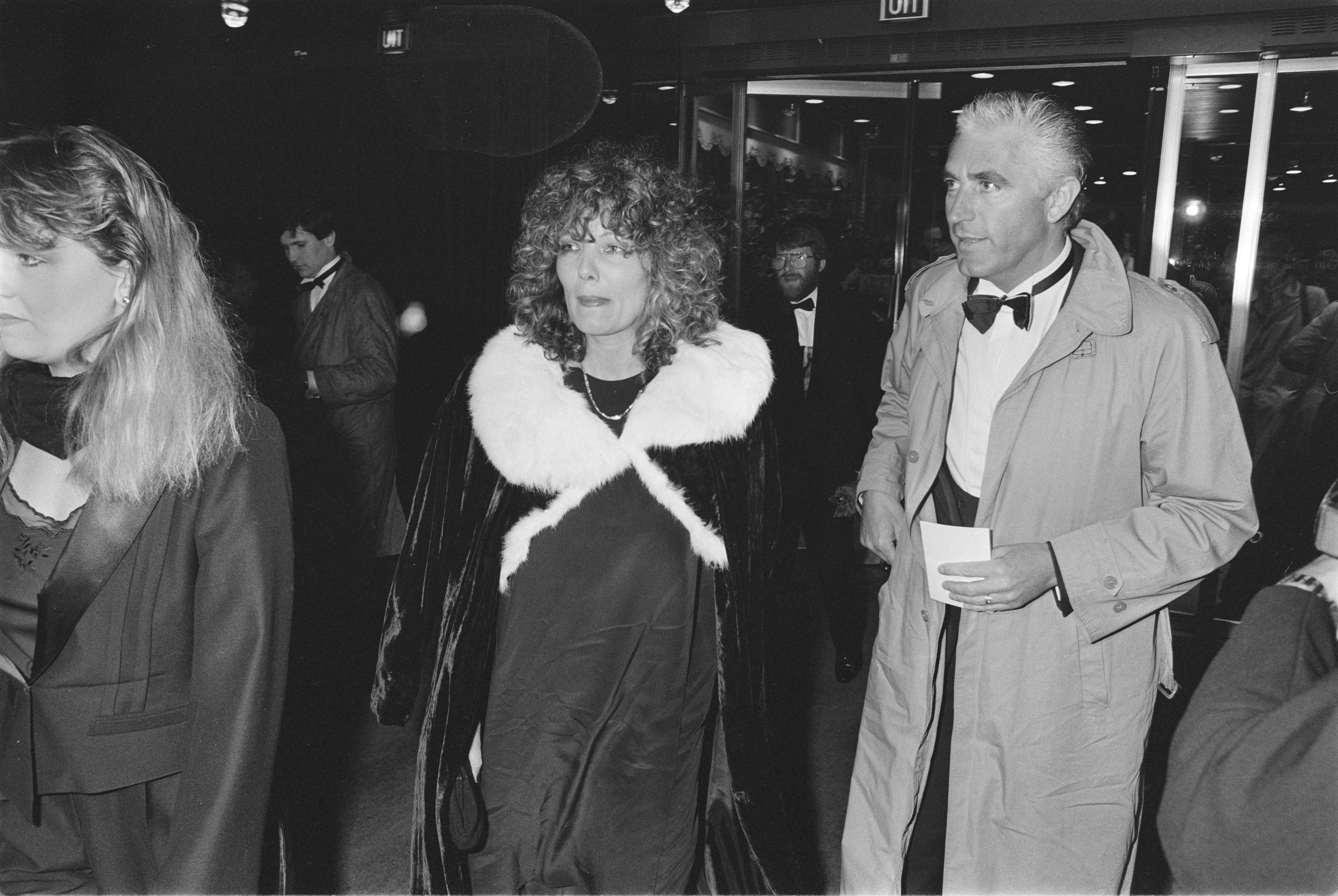
Willeke van Ammelrooy met Marco Bakker in 1984

Filmeditor en regisseuse Denise Janzee is haar dochter en zangeres Paula Dennis haar tante. Haar dochter kreeg ze met beeldend kunstenaar Leendert Janzee, die depressief was en zes jaar later, in 1972, zelfmoord pleegde. Van Ammelrooy wist van het suïcidale karakter van haar vriend en vertelde tijdens de opnamen van Frank en Eva, waarin een personage ook suïcidaal is, dat ze hem heeft geprobeerd af te houden van zelfmoord. In haar latere leven benoemde ze hem tot een 'grote liefde' en gaf ze toe dat ze moeite had met het begrijpen van zijn daad. Denise Janzee maakte in mei 2008 een documentaire over Van Ammelrooy, waarin ze vertelde dat haar moeder zoveel rollen heeft gespeeld, dat Janzee soms niet wist wanneer ze oprecht was. Omdat Van Ammelrooy het druk had met haar carrière, werd Denise Janzee opgevoed door haar grootouders. In 1989 trouwde Van Ammelrooy met operazanger Marco Bakker. In 1997 veroorzaakte haar man een noodlottig ongeluk, iets waar ze nooit over wilde praten met de pers. In 2009 vertelde ze dat ze na 30 jaar samenzijn nog steeds gelukkig met Bakker was, omdat ze goed met hem bevriend was en zichzelf bij hem kon zijn.
In april 2008 werd tijdens een bezoek aan de dokter bij toeval eierstokkanker geconstateerd. Na een maandenlange strijd overwon ze de ziekte.
Van Ammelrooy bracht in 2009 een biografie uit getiteld Acte de présence.

## Wetenswaardigheden
- Willeke van Ammelrooy nam in 1972 een single op getiteld Da, Da, Da, I Love You en een aantal jaren later Alleen de zee. Het eerste nummer werd geproduceerd door Peter Koelewijn.

## Theater
- Oh! Calcutta! 1971
- Agnes van God 2014
- The Mousetrap 2021 - 2023